# Grendel (revista em quadrinhos)
Grendel é uma série de revistas em quadrinhos americana criada por Matt Wagner e publicada inicialmente de forma independente pelo próprio autor e pela editora Comico, e, posteriormente, pela Dark Horse Comics. Wagner escreveu a maior parte das histórias, narrando desde o surgimento de "Grendel" como alter ego do milionário Hunter Rose até impacto deixado pelo vilão no decorrer dos anos seguintes até um futuro pós-apocalíptico. Ilustradas inicialmente pelo próprio Wagner, que a cada diferente período das histórias adotava um estilo de arte de distinto do anterior, as histórias posteriormente seriam desenhadas por artistas como Tim Sale e Teddy Kristiansen.
A série foi indicada ao Eisner de "Melhor Série" em 1988, e a 12ª edição, à categoria de "Melhor Edição ou Especial". Por seu trabalho na série, Wagner foi indicado duas vezes ao Eisner na categoria "Melhor Escritor", em 1988 e em 1999. Os arcos de história War Child e Black, White & Red foram indicados à categoria de "Melhor Minissérie" em 1993 e 1999, respectivamente. War Child sairia vencedora na premiação daquele ano, e ainda renderia a Wagner uma indicação à categoria Melhor Escritor/Desenhista". A série acumula ainda várias indicações às categorias "Melhor Artista de Capas" e "Melhor Desenhista/Arte-Finalista".